# 오신 (전한)
장사성왕 오신(長沙成王 吳臣, ? ~ 기원전 194년)은 전한의 이성 제후국 장사국의 제2대 왕으로, 장사문왕(長沙文王)의 아들이다.

## 생애
장사문왕 원년(기원전 202), 장사문왕이 죽으니 그 뒤를 이어 장사왕이 됐다.
장사성왕 6년(기원전 196), 매부 회남왕 영포가 한나라에 반기를 들었다가 고조의 진압군에 지고 자신에게로 도망쳐 오자, 인척 관계를 이용해 회남왕을 속여 함께 월나라로 망명하자고 했고, 회남왕은 이를 따라 파양으로 갔다 그곳에서 파양의 향민에게 죽었다.
장사성왕 8년(기원전 194), 오신은 죽고 아들 오회가 뒤를 이었다.

## 가계

### 관련 인물
- 오예